# تالار سونگ ریونگ
تالار سونگ نیونگ، زیارتگاهی است که به پادشاهان بنیانگذار کره باستان اختصاص داده شده و در مرکز پیونگ یانگ، کره شمالی واقع شده است. این اثر به عنوان گنجینه ملی شماره ۶ ثبت شده است. این بنا توسط پادشاه سجونگ از چوسون ساخته شد.نام اصلی آن «دانگون-سا دونگ میونگ وانگ-سا» بود، اما در سال ۱۴۵۶، زیارتگاه تعمیر شد و چهار سال بعد، تابلویی با عنوان «چوسون سیجو دانگون-جیوی» بر روی آن نصب شد. نام فعلی «سونگریونگ جئون» در سال ۱۷۲۴ (اولین سال سلطنت پادشاه یئونگ جو) تعیین شد و تا به امروز باقی مانده است. ساختمان فعلی در سال ۱۸۰۴ (چهارمین سال سلطنت پادشاه سونجو) بازسازی شد.